# Discosoma nummiforme
A Discosoma nummiforme a virágállatok (Anthozoa) osztályának Corallimorpharia rendjébe, ezen belül a Discosomidae családjába tartozó faj.

## Előfordulása
A Discosoma nummiforme előfordulási területe az Indiai-óceán és a Csendes-óceán nyugati fele. A Vörös-tengerben is van állománya.

## Megjelenése
A telepe lapos és szétterülő, a közepén egy lukas résszel, mely petekibocsátáskor kiemelkedhet. A faj különböző példányainak színe a sárgától a vörösig változhat.